# Edmund (motorfiets)

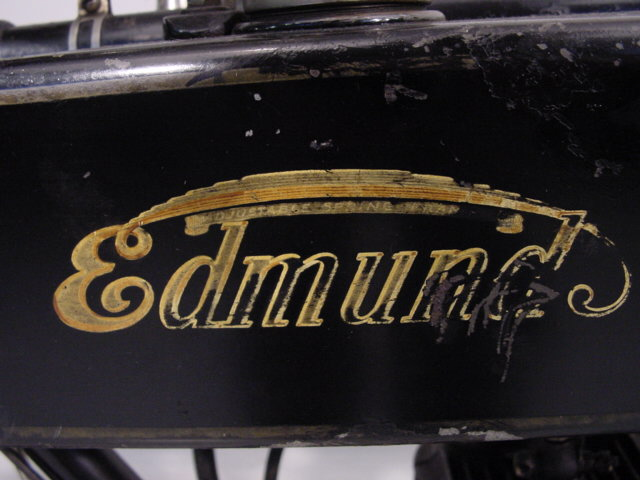
Edmund-logo

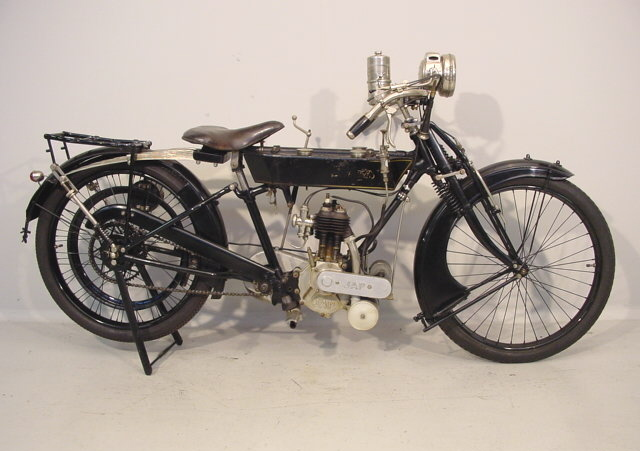
Edmund-JAP uit 1919 met het bijzondere achterveersysteem. De bladveer veert niet alleen het zadel af, maar via de schuivende stang door de framebuis ook de voetsteunen.

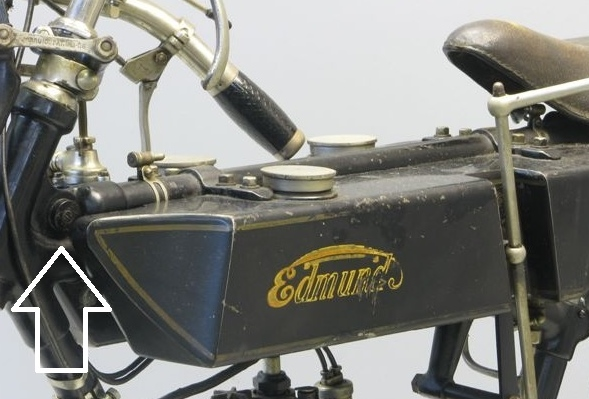
Om het achterveersysteem te laten werken werd de bovenste framebuis scharnierend aan het balhoofd gemonteerd

Edmund is een Brits historisch merk van motorfietsen.
De bedrijfsnaam was: Charles Edmund & Co., Chester.
Hoewel het merk volgens sommige bronnen al in 1907 bestond, dateren de eerste bekende modellen van 1911. Toen presenteerde men een model met riemaandrijving en een 3½pk-JAP-inbouwmotor. Dit eerste model was al voorzien van een bijzondere voorvering, waarbij de vorkpoten onder het balhoofd konden kantelen, gecontroleerd door een bladveer. Achtervering was in die tijd nog zeer ongebruikelijk, maar de Edmund-motorfiets had twee bladveren die via een schuivende stang het zadel, de tank en de voetrusten afveerden.
In 1913 volgde een model met een JAP-V-twin, maar ook modellen met motoren van Fafnir. Een jaar later volgden ook inbouwmotoren van Villiers en MAG, maar in 1916 leverde men nog maar twee modellen. Één had een 2½-pk JAP-motor en het andere een 2¾pk-PeCo-motor. Beide modellen hadden al twee versnellingen, geveerde voorvorken en kettingaandrijving.
Door het uitbreken van de Eerste Wereldoorlog moest de productie worden onderbroken, maar in 1919 werd ze weer opgepakt met twee nieuwe modellen, één met een 293cc-JAP-motor met een Burman tweeversnellingsbak en een chain-cum-belt drive en één met een 293cc-Union-tweetaktmotor met een Enfield-tweeversnellingsbak en volledige kettingaandrijving. In 1921 verdween de tweetakt van de markt en kwam er een nieuw model met een 348cc-Blackburne-zijklepmotor. In 1922 verscheen een model met een 545cc-Blackburne-motor dat alleen in dat jaar werd geproduceerd, maar ook een model met de 348cc-Barr & Stroud-schuivenmotor. In 1923 bleven de bestaande modellen in productie, maar het bedrijf kwam in financiële problemen. Na een reorganisatie ging de productie echter door met de Blackburne-, JAP- en Barr & Stroud-modellen, die in de jaren erna niet meer gewijzigd werden. In 1926 waren er alleen modellen met 348cc-Blackburne-zij- en kopklepmotoren leverbaar, maar het was het laatste productiejaar.